# Japanese Whispers
Japanese Whispers is een compilatiealbum van de Engelse new wave-groep The Cure. Het verscheen in 1983 op het platenlabel Fiction Records en bevat de singles en B-kantjes uit de periode november '82 tot november '83.
Het album vormt een sterk contrast met de voorgaande plaat, het emotioneel zware Pornography. De meer popgerichte singles van Japanese Whispers luidden en nieuw tijdperk in voor The Cure, waarin de band een steeds groter publiek aansprak.

## Nummers
Alle nummers, uitgezonderd "The Dream", "Lament" en "The Lovecats" werden geschreven door Smith en Tolhurst.
Kant A:
1. "Let's Go to Bed" – 3:34
2. "The Dream" (Smith) – 3:13
3. "Just One Kiss" – 4:09
4. "The Upstairs Room" – 3:31

Kant B:
1. "The Walk" – 3:30
2. "Speak My Language" – 2:41
3. "Lament" (Smith) – 4:20
4. "The Love Cats" (Smith) – 3:40

## Samenstelling
- Robert Smith - gitaar, zang, toetsenbord, basgitaar, producent
- Laurence Tolhurst - toetsenbord, drums

### Overige muzikanten
- Steve Goulding - drums (1, 3)
- Phil Thornalley - bass (6, 8)
- Andy Anderson - drums (6, 8)

### Overig personeel
- Chris Parry - producent (1, 3)
- Steve Nye - producent (2, 4, 5, 7)
- Phil Thornally - producent (6, 8)

## Singles
"Let's go to Bed", "The Walk" en "The Lovecats" zijn als single verschenen. De overige nummers waren de B-kanten van de singles.